# Srbuk
Szrbuhi Szarkszján, örményül: Սրբուհի Սարգսյանը, művésznevén: Srbuk (Jereván, 1994. április 3. –) örmény énekesnő. Ő képviselte Örményországot a 2019-es Eurovíziós Dalfesztiválon, Tel-Avivban a Walking Out című dallal.

## Magánélete
Srbuk a Jereváni Állami Konzervatóriumban tanult, eközben tanult meg játszani a kánún húros hangszeren.

## Pályafutása

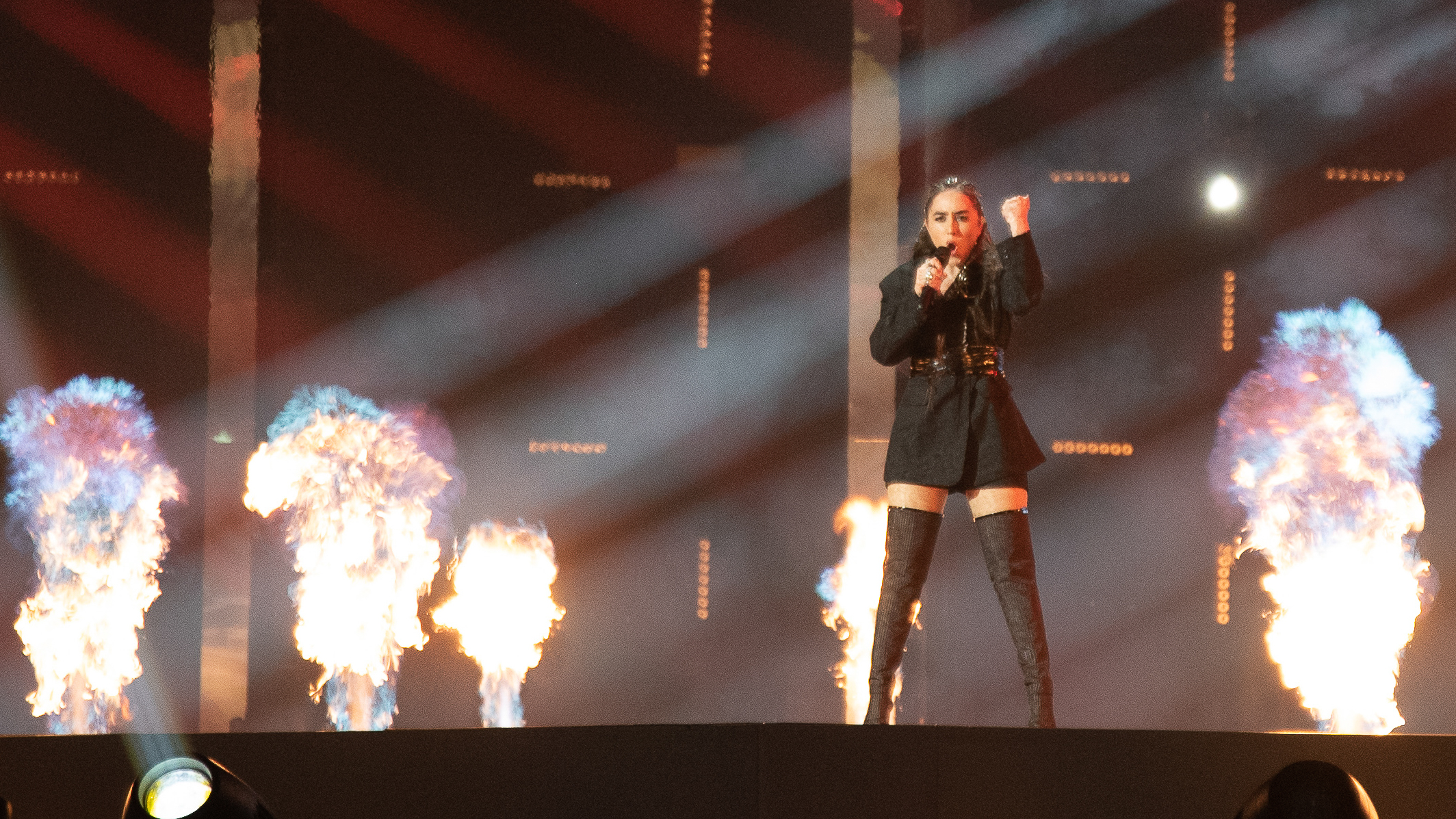
Srbuk a 2019-es Eurovíziós Dalfesztiválon

Srbuk karrierje 2010-ben kezdődött, amikor jelentkezett az X FaKtor örmény változatának első évadába. A tehetségkutató műsor során Garik Papoyan mentoráltja lett, végül második helyen végzett. Két évre rá, 2012-ben együttest alapított, melynek neve Allusion lett. 2014-ben egykori mentorával, Garik-al állt össze egy duó erejéig. Daluk címe a Boat címet viselte, ami később a Legok na pomine című orosz film zenéje lett. 2016-ban adta ki első kislemezét, Yete Karogh Es címmel. 2018-ban jelentkezett a The Voice ukrán változatába, ahol mesteréül Potapot választotta. A műsorban végül negyedik helyen végzett. 
Ugyanebben az év novemberében az Örmény Közszolgálati Televízió bejelentette, hogy az énekesnő fogja képviselni hazáját a legközelebbi Eurovíziós Dalfesztiválon. Versenydalának címe Walking Out, amit 2019. március 10-én mutattak be. A dalt a Lost Capital és tokionine szerezték, míg a szöveget X-Faktoros mentora, Garik Papoyan. Érdekesség, hogy Garik Örményország 2014-es dalának, a Not Alone-nak is társszerzője volt, mellyel Aram Mp3 a döntőben a negyedik helyen végzett, amely holtversenyben a 2008-as dalukkal, az ország legjobb eurovíziós eredményének számít. Srbuk azonban az elődöntőben a tizennyolc fős mezőnyben tizenhatodik helyen végzett, így nem jutott tovább a döntőbe, ezzel megszerezte az ország legrosszabb Eurovíziós szereplését.
2022 májusban tagja volt az Eurovíziós Dalfesztivál örmény szakmai zsűrijének.

## Diszkográfia

### Stúdióalbumok
- Armenian Folk (2019)

### Kislemezek
- Yete Karogh Es (2016)
- Half a Godess (2018)
- Walking Out (2019)
- Na Na Na (2019)
- Hagtelu enq (2020)
- Mez vochinch chi haghti (2020)
- Siro ritm (2022)

### Közreműködések
- Boat (2014, Garik Papoyan)
- Hagtelu enq (2020, Gor Sujyan, Mavr Mkrtchyan és Gevorg Hakobyan)
- Mez vochinch chi haghti (2020, Arthur Khachents, Iveta Mukuchyan, Gor Sujyan, Sevak Amroyan, Sevak Khanagyan és Sona Rubenyan)